# هان (راینلاند-فالتس)
هان (به آلمانی: Hahn) یک شهر در آلمان است که در راین-هونسروک واقع شده‌است. هان ۱۷۰ نفر جمعیت دارد.